# 社口 (臺中市清水區)
社口，是臺灣臺中市清水區的一個傳統地域名稱，位於該區西南部。相較於今日行政區，其範圍大致包括西社里、中社里最東端邊界地帶、南社里、槺榔里東南端。
本地區與秀水庄的邊界地帶中段尖端凸出部分為清水區行政中心所在地。

## 歷史
台灣清治末期，社口地區為一街庄，稱為「社口庄」，隸屬於大肚上堡。該庄北與秀水庄、田藔庄為鄰，東邊北側與牛罵頭街為鄰，東邊南側及南邊最東側與鹿藔庄為鄰，南邊中西側為南簡庄，西邊為大槺榔庄。。
1901年（日明治三十四年）11月，全台廢縣廳改設二十廳，該庄隸屬於臺中廳。1903年（明治三十六年）6月，該庄編入「牛罵頭區」，仍隸屬於臺中廳。1909年（明治四十二年）10月，全台二十廳合併為十二廳，牛罵頭區隸屬不變。1920年（大正九年），全台地方制度大改正，該庄改制為「社口」大字，隸屬於臺中州大甲郡清水街，大字下有「社口」、「牛埔」小字名。
戰後清水街改制為清水鎮，隸屬於臺中縣，大字亦改制為里。1950年10月，中、彰、投分治，清水鎮隸屬不變。2010年12月，隨著臺中縣、市合併為直轄臺中市，清水鎮改制為清水區。

## 聚落
本地區發展較早的聚落為社口、四甲二，在日治期初期的官方地圖上已有記載。此外，本地區尚有社口尾、鄭厝、竿蓁林等聚落。

## 交通
台鐵海線大致以北北東—南南西走向經過社口地區東部近邊界地帶，境內設有清水車站，屬三等站，除少部分自強號不停靠外，其餘各級列車均有停靠。由此等可前往台鐵沿線各站。
省道台1線（中華路）又稱「縱貫公路」，是台北至屏東楓港的台灣西部傳統平面幹道，大致以北北東—南南西走向蜿蜒經過本地區中部偏東地帶。由該道路向北北東可前往大甲、苑裡、通霄等地，向南南西可前往梧棲、龍井、大肚等地。
省道台10線（中清路九段）是臺中港至豐原的幹道，大致以西北西—東南東走向繞大彎轉北北西—南南東走向經過本地區北部。由該道路向西北西可前往秀水、大槺榔並止於省道台17線路口，向南南東可前往沙鹿、大雅、神岡、豐原等地。
區道中50-1線（海濱路）是塭子寮至清水的道路，大致以西北－東南走向轉西向東經過本地區東北端。由該道路向西北可前往秀水、大槺榔地區北部的塭子寮聚落並止於省道台17線路口，向東可前往清水中心區並止於省道台10乙線路口。
區道中50-2線（鎮政路）是三供處至南社的道路，其東側端點位於本地區中部偏北的區道中53線路口。由此向北北西繞大彎轉西北西再轉北北西再轉西南西再轉西北西經秀水可前往大槺榔地區中部並止於忠勇新村西北側。
區道中53線（鰲峰路）是清水至梧棲的道路，大致以東北—西南走向轉東南東—西北西走向再轉東北東—西南西走向經過本地區中部偏北地帶。由該道路向西南西可前往大槺榔東南端並止於省道台61線路口，向東北轉東偏南可前往清水市中心並止於省道台10乙線路口。
區道中59線（槺榔一街、鰲峰路）是菁埔至海埔子的道路，大致以北北東—南南西走向轉東北—西南走向經過本地區西部邊界地帶。由該道路向北北東轉西北西再轉北北東可前往大槺榔與秀水邊界地帶、秀水、四塊厝、三塊厝並止省道台1線路口，向西南轉南南西可前往南簡、大庄、鴨母寮、三塊厝、福頭崙東南部的田尾厝並止於區道中62線路口。該區道在本地區附近路線原本循中央路直行，因新建公園繞道而過。

## 學校
- 清水國中
- 建國國小
- 槺榔國小（東半部）